# V (álbum)
V es el álbum de estudio debut de la cantante estadounidense Vanessa Hudgens, lanzado el 26 de septiembre de 2006 a través de Hollywood Records. El álbum ha recibido críticas mayoritariamente positivas. V debutó en Estados Unidos en el puesto 24, vendiendo 34.000 copias en su primera semana. El álbum incluye dos sencillos: el principal, Come Back to Me, y el siguiente, Say OK. En febrero de 2007, el álbum fue certificado Oro por la RIAA. Hasta abril de 2008, el álbum ha vendido 570.000 copias en los Estados Unidos. Hudgens apoyó el álbum actuando como acto de apertura de The Cheetah Girls en su gira The Party's Just Begun Tour y también en la gira High School Musical: The Concert. El álbum fue votado como el séptimo mejor álbum de 2007 por los lectores de Billboard.

## Lanzamientos
Hubo diferentes ediciones emitidas, cada una contenía trece o catorce canciones con variedad de bonus tracks. Una versión de doce temas fue lanzado internacionalmente el 28 de noviembre de 2006. El disco fue lanzado luego el 17 de enero de 2007 en Japón (dieciséis canciones) y el 17 de marzo de 2007 en Australia (doce canciones). Hizo un cover de "Whatever Will Be" qué fue originalmente hecha por Tammin.
El álbum fue relanzado de vuelta en una edición Deluxe, lanzada solo en Japón y Malasia. La canción "Let's Dance" fue incluida en un juego de Wii, llamado We Cheer 2.

## Promoción
Hudgens promocionó el álbum apareciendo como acto de apertura para The Cheetah Girls durante su tour The Party's Just Begun. También promocionó el álbum durante la gira High School Musical: The Concert. Hudgens presentó "Come Back to Me", "Say OK" y "Let's Dance" en el concierto.

### Sencillos
"Come Back to Me" fue lanzado cómo el primer sencillo de V el 25 de agosto de 2006. Debutó y llegó al número 55 en Billboard Hot 100, convirtiéndose en el mayor debut de Hudgens en las listas. Internacionalmente, la canción fue un éxito comercial moderado, llegando al número 12 en las listas francesas y llegando al top 40 en Australia cómo también llegando al número 6 en Nueva Zelanda. La canción recibió críticas generalmente positivas de los críticos. En el vídeo musical aparece Hudgens bailando y socializando con sus amigas, incluyendo su hermana, Stella Hudgens, y la actriz Alexa Nikolas.
"Say OK" fue lanzado cómo el segundo sencillo en Estados Unidos. Fue disponible en la tienda de iTunes el 27 de marzo de 2007 y tuvo un impacto en la radio de Estados Unidos dos meses antes, en enero de ese año. La canción fue relativamente menos exitosa que el sencillo anterior, llegando al número 61 en Billboard Hot 100. Hay dos versiones del vídeo musical, la primera versión toma lugar en el tour High School Musical: The Concert en Seattle, Washington. Mientras que la segunda oficial versión, con Zac Efron, tuvo cerca de 114 millones de visitas en YouTube.

### Sencillos Promocionales
Let's Dance fue lanzado como el primer sencillo promocional del disco sin video musical.

## Recepción Crítica
Tras su lanzamiento, V recibió críticas generalmente positivas de la mayoría de los críticos musicales. Mencionado en la crítica de Identified, Heather Phares elogió el álbum "fue su primer paso hacia una carrera menos abiertamente afiliada a Disney publicado por el sello Hollywood del estudio, utilizaba el soulful pop de Christina Aguilera como plantilla; aunque sus canciones eran un poco anodinas, tenían unos valores de producción sorprendentemente sofisticados. " Señaló que Hudgens "canta sobre el amor, el baile y salir con sus chicas" y repitió de nuevo en Identified, "la producción supera a las canciones y a la forma de cantar".
Nate Cavalieri, de Rhapsody Music, dijo: "Esta colección de pop y R&B azucarado mantiene los mensajes chirriantes, incluso con insinuaciones de que está dispuesta a romper tu timidez. Los sencillos están bien construidos y los mejores son "Come Back to Me" bailando con "Let's Dance" y una dedicatoria sorprendentemente emotiva de larga duración, "Afraid".
Tony Whittum de Common Sense Media dijo: "El primer álbum de Hudgens está bien posicionado para ganar la aprobación del mercado adolescente. Sus 12 canciones pop relativamente sencillas, románticas y dulces sobre chicos, salir con amigos, bailar, el poder femenino y las tribulaciones de una vida muy joven se entregan con lo último en ritmos llanos, reciclados, programados por ordenador y hip-hop". Y añade: "Hudgens es fuerte, estable y se siente cómoda en el medio, como cuando canta una canción dance "Let's Dance" y pop rock "Never Underestimate a Girl". De lo contrario, su voz puede oscilar entre lo diminuto y tímido y lo estridente. Con su voz y su talento musical maduros, estaría bien ver a Hudgens asumir más riesgos y producir algo más original. Así, a medida que su público madure, no la dejará atrás".
El álbum fue nominado como #7 en "Álbum del año" por Billboard Readers' Choice.

### Rendimiento comercial
V debutó en el Billboard 200 estadounidense a principios de octubre de 2006 en el número veinticuatro de la lista, con 34.000 copias vendidas en su primera semana. El álbum abandonó la lista Billboard 200 tras treinta y dos semanas en ella. 
El 27 de febrero de 2007, el álbum recibió la certificación de oro en Estados Unidos por envíos a minoristas de 500.000 copias. El álbum fue certificado platino en Argentina por ventas de 8.000 copias, en la categoría DVD. 
En abril de 2008, el álbum había vendido 570.000 copias en Estados Unidos. El álbum vendió 1 millón de copias en todo el mundo.

## Lista de Canciones
| V – Standard edition |                              |                                |          |  |
| N.º                  | Título                       | Producer(s)                    | Duración |  |
| 1.                   | «Come Back to Me»            | Armato, James                  | 2:47     |  |
| 2.                   | «Let Go»                     | Wizards of Oz                  | 2:48     |  |
| 3.                   | «Say OK»                     | Arnthor                        | 3:41     |  |
| 4.                   | «Never Underestimate a Girl» | Gerrard, Nevil                 | 3:01     |  |
| 5.                   | «Let's Dance»                | Gerrard, Jay Jay               | 2:52     |  |
| 6.                   | «Drive»                      | Norland, Daniel James, Haywood | 3:25     |  |
| 7.                   | «Afraid»                     | D. James, Haywood              | 3:17     |  |
| 8.                   | «Promise»                    | D. James, Haywood              | 3:16     |  |
| 9.                   | «Whatever Will Be»           | Kent Larsson, AJ Junior        | 3:47     |  |
| 10.                  | «Rather Be with You»         | Wizards of Oz                  | 3:33     |  |
| 11.                  | «Psychic»                    | Vieira                         | 3:01     |  |
| 12.                  | «Lose Your Love»             | Vieira                         | 3:01     |  |
| 38:28                |                              |                                |          |  |

| V – Asian deluxe edition (bonus tracks) |                                               |                                    |          |  |
| N.º                                     | Título                                        | Producer(s)                        | Duración |  |
| 13.                                     | «Too Emotional»                               | Armato, T. James                   | 2:50     |  |
| 14.                                     | «Drip Drop»                                   | Cantrall                           | 3:37     |  |
| 15.                                     | «Don't Talk»                                  | Armato, T. James                   | 2:37     |  |
| 16.                                     | «Make You Mine»                               | Gerrard                            | 3:38     |  |
| 17.                                     | «Come Back to Me» (Chris Cox Remix Radio Mix) | Armato, T. James, Beckett, Crowley | 4:23     |  |
| 18.                                     | «Come Back to Me» (Chris Cox Remix Club Mix)  | Armato, T. James, Beckett, Crowley | 9:26     |  |
| 65:04                                   |                                               |                                    |          |  |

| V – Asian deluxe edition (bonus DVD) |                                               |          |  |
| N.º                                  | Título                                        | Duración |  |
| 1.                                   | «Come Back to Me» (music video)               | 2:49     |  |
| 2.                                   | «Say OK» (Music video)                        | 3:39     |  |
| 3.                                   | «Come Back to Me» (music video; live version) | 2:56     |  |
| 4.                                   | «Say OK» (Music video; live version)          | 3:28     |  |
| 5.                                   | «Vanessa Hudgens Interview»                   | 3:08     |  |
| 16:00                                |                                               |          |  |

## Créditos

### Personal
- Voz: Vanessa Hudgens
- Coros: Vanessa Hudgens, Ulrika Lundkvist, Bridget Benenate, Char Licera, Anna Nordell, Jeanette Olsson, Keely Pressly, Dionyza Sutton, Leah Haywood
- Teclados: Matthew Gerrard, Leah Haywood
- Bajo: Jack Daley
- Guitarra: Tyrone Johnson, Scott Jacoby, Daniel James, Tim Pierce, Matthew Gerrard, Darren Elliott
- Piano: Mattias Bylund
- Violino: Martin Bylund
- Viola: Irene Bylund
- Batería: Bradley Polan, Jay Jay
- Arreglo de cuerdas: Nicky Scappa, Read
- Cuerdas: Read
- Productores ejecutivos: Jon Lind, Mio Vukovic & Johnny Vieira.
- Producción vocal: Antonina Armato, Tim James, Wizard of Oz, Arnthor, Matthew Gerrard, Jay Jay, David Norland, Leah Haywood, Daniel James, Kent Larsson, AJ Junior & Johnny Vieira.
- Producción adicional: Leah Haywood & Daniel James (On tracks 11 and 12)
- Arreglos vocales: David Norland, Leah Haywood & Daniel James
- Ingeniería: Nigel Lundemo, Brian Reeves, Wizard of Oz, Jake Davies & Ben Eggehorn
- Coordinación: Jon Lind & Mio Vukovic
- Dirección artística y diseño: Enny Joo
- Mezcla: Serban Ghenea
- Fotografía: Andrew McPherson

## Posicionamiento en listas

### Weekly charts
| Chart (2006–07)                 | Peak position |
| ------------------------------- | ------------- |
| Canadá (Nielsen SoundScan)      | 91            |
| Francia (SNEP)                  | 59            |
| Irlanda (IRMA)                  | 27            |
| Italia (FIMI)                   | 42            |
| Japón (Oricon)                  | 43            |
| Nueva Zelanda (RMNZ)            | 35            |
| Escocia (Scottish Albums Chart) | 80            |
| Reino Unido (UK Albums Chart)   | 86            |
| Estados Unidos (Billboard 200)  | 24            |

## Certificaciones
| País           | Proveedores | Certificación | Ventas |
| -------------- | ----------- | ------------- | ------ |
| Argentina      | CAPIF       | Platino       | 40,000 |
| Estados Unidos | RIAA        | Platino       | 150000 |

## Historial de Lanzamientos
| Región         | Fecha                    | Discográfica             |
| -------------- | ------------------------ | ------------------------ |
| Estados Unidos | 26 de septiembre de 2006 | Hollywood                |
| Brasil         | 30 de octubre de 2006    | Universal Music          |
| Italia         | 1 de diciembre de 2006   | EMI                      |
| Reino Unido    | 4 de diciembre de 2006   | Angel                    |
| Japón          | 17 de enero de 2007      | Avex Music Creative      |
| Alemania       | 9 de febrero de 2007     | EMI                      |
| Asia (deluxe)  | 22 de agosto de 2007     | EMI, Avex Music Creative |